# Музички инструмент
Музички инструменти су справе на којима се изводе музичка дела. Они који се данас употребљавају у уметничкој музици деле се на три главне групе: жичане, дувачке и ударачке (удараљке). Жичани, према начину произвођења тона, деле се на: гудачке (виолина, виола, виолончело, контрабас) и окидачке (харфа, клавсен, гитара, мандолина, лаута и др). Дувачки се деле на: дрвене (пиколо, флаута, кларинет, обоа, фагот и др.) и лимене (хорна, труба, тромбон, туба и др). 
Ударачки могу бити одређене висине звука (тимпан, ксилофон, металофон, звончићи, звона и др.) или неодређене висине звука (велики бубањ, добош, чинеле, там-там, гонг и др.) Специјалним комбинованим врстама припадају клавир, оргуље, чембало, хармонијум и др. Механички инструменти репродукују музичко дело без непосредног учешћа уметника-извођача; обично су то справе које се стављају у покрет било механичким путем, било електричним погоном (вергл, пиавола, музичка кутија, грамофон, оркестрион и др).

## Дефиниција и основне операције
Музички инструмент производи звукове. Када су људи прешли са стварања звукова својим телима - на пример пљескањем - на кориштење предмета за стварање музике од звукова, настали су музички инструменти. Примитивни инструменти су вероватно дизајнирани да емулирају природне звукове, а њихова сврха је више ритуал него забава. Концепт мелодије и уметничка потрага за музичком композицијом били су непознати раним свирачима музичких инструмената. Свирач који производи звук флаутом да би означио почетак лова, чини то без размишљања о модерном појму „прављења музике”.

## Археологија
Истраживачи су открили археолошке доказе о музичким инструментима у многим деловима света. Неки налази су стари 67.000 година, али њихов статус као музичких инструмената често је у споран. Консензус се учвршћује око артефаката старих око 37.000 година и касније. Само артефакти направљени од трајних материјала или употребом трајних метода имају тенденцију да преживе. Стога се пронађени узорци не могу непобитно сматрати најранијим музичким инструментима.